# 利権在上
利権在上（りけんざいじょう）は、人主之利権（じんしゅのりけん）とも表現された李氏朝鮮の経済政策の基本理念。山川叢沢の資源や人民の余剰労働の利用分配は全て国王に帰属し、経済活動の全権を国王が支配するという考え方の事である。
元の支配に従属した高麗時代、王侯官僚や商人が民衆から集めた財物を国家のためではなく、元において交易して利益を得ていた事に対する強い批判から、商人達による自由な経済活動を一切禁じて、経済・物流の全てを国王の大権として統制しようとした。
そのため、太宗は楮貨と呼ばれる紙幣を発行して、米や布貨による物々交換を厳禁（米や布の質は自由に変えられる事から、国王が持つ価格決定の権限を侵害していると考えられた）とし、穀物の備蓄・販売に対する統制、塩の専売制、商業の許可制などが行われ、財政面でも現物貢納制の導入や実務官庁による必需品の生産などによって、国家運営から商業を排除する政策を採った。
だが、こうした理念は、現物貢納制の現地における取締役である両班の関与と不正や民衆の需要に伴う場門と称される地方市場の形成などによってなし崩しにされ、15世紀半ばには米や布による物々交換が復活するようになる。
しかし、商業に対する過度な抑制思想は後々まで尾を引き、19世紀に欧米からの外圧が強まった（後に日本も加わる）時に、ある程度までの商業資本が存在した日本や中国のような民族資本の形成が進まずにその資本主義に巻き込まれていき、最終的には日本による植民地化の遠因となる。